# Raïon de Volkhov
Le raïon de Volkhov (en russe : Волховский район) est une subdivision administrative de l'oblast de Leningrad, en Russie européenne ; son centre administratif est la ville de Volkhov. 

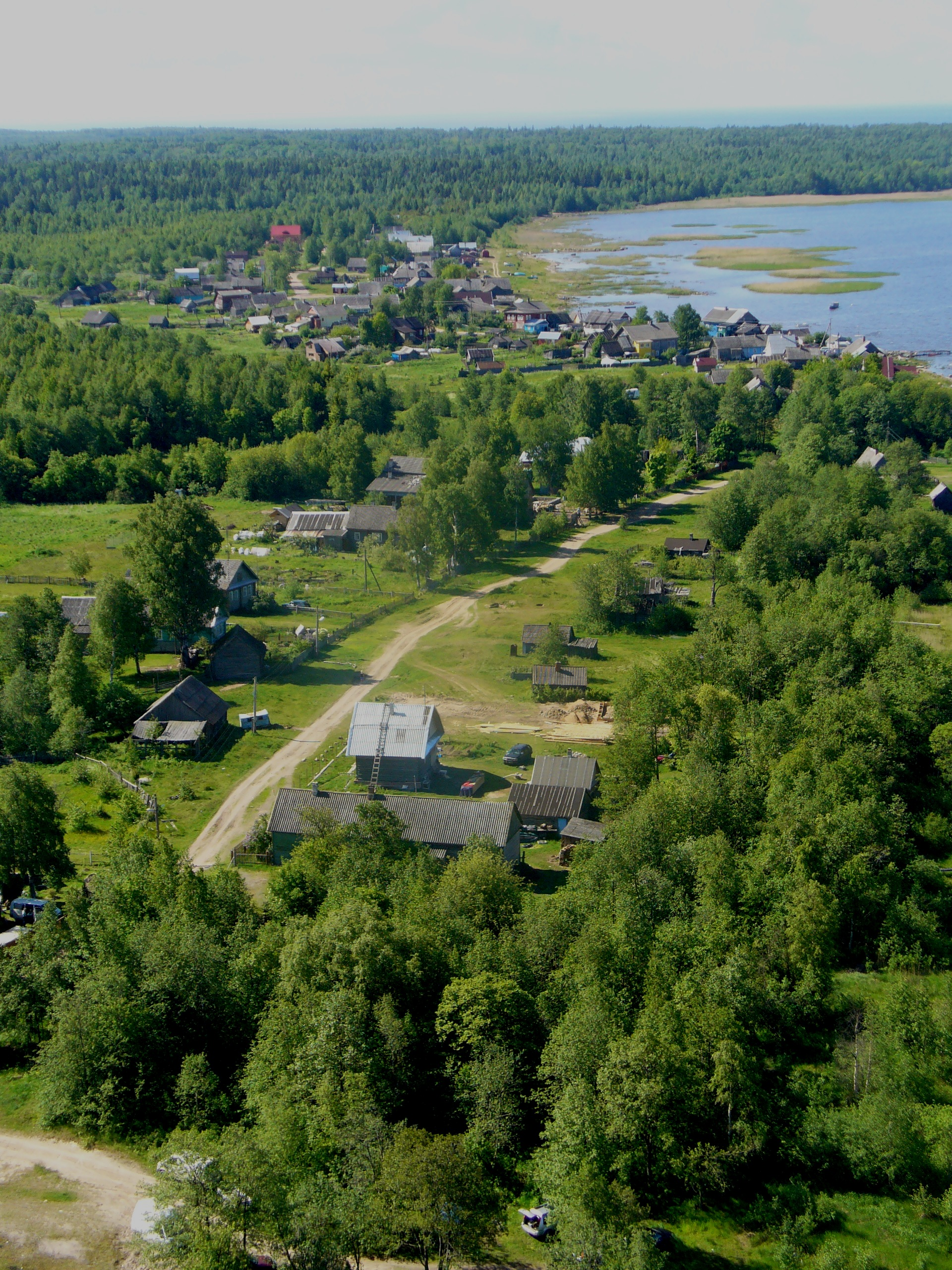
village de Storojno dans le raïon de Volkhov

## Population
En 2021, la population du raïon s'élevait à 87 167 habitants.